# Amata aurivalva
Amata aurivalva là một loài bướm đêm thuộc phân họ Arctiinae, họ Erebidae.